# 1851
1851 (MDCCCLI) fue un año común comenzado en miércoles según el calendario gregoriano.

## Acontecimientos

### Enero
- 11 de enero: Hong Xiuquan inicia la Rebelión Taiping en China.
- 15 de enero: Mariano Arista asume la presidencia de México como su decimonoveno presidente.
- 26 de enero: la ciudad de Almendralejo (Badajoz) obtiene el título de ciudad que le concede Isabel II.

### Febrero
- 2 de febrero: se produce la mayor victoria militar de Guatemala contra una invasión extranjera. La Batalla de la Arada.
- 9 de febrero: se inaugura la segunda línea férrea de España: que hace el recorrido Madrid-Aranjuez.

### Abril
- 2 de abril: Rama IV es coronado rey de Siam. (Hoy en día Tailandia).

### Mayo
- 1 de mayo: se inaugura la primera Exposición Universal en Londres.
- 1 de mayo: en la Argentina, el Pronunciamiento de Urquiza inicia la caída de Juan Manuel de Rosas, que gobernó durante casi 30 años.
- 21 de mayo: se decreta la abolición de la esclavitud en la Nueva Granada (actual Colombia).

### Junio
- 18 de junio: se decreta el comienzo de las obras del Canal de Isabel II (véase: Historia del Canal de Isabel II).
- 30 de junio: se crea en Valparaíso, Chile, el primer Cuerpo de Bomberos voluntarios de Sudamérica.

### Julio
- 24 de julio: Se da la abolición de la esclavitud en Ecuador.

### Agosto
- 12 de julio: Isaac Merrit Singer obtiene la patente para la primera máquina de coser de la marca Singer

### Septiembre
- 18 de septiembre: se funda el diario The New York Times.

### Octubre
- 8 de octubre: finaliza la Guerra Grande en Uruguay.

### Diciembre
- 2 de diciembre: Luis Napoleón Bonaparte da un golpe de Estado en Francia.
- 8 de diciembre: en Italia, dos tornados cruzan la costa occidental de Sicilia. Mueren más de 500 personas.
- 25 de diciembre: inauguración del ferrocarril Caldera-Copiapó entre Copiapó y Caldera, Chile. Este es el primero de Chile y el tercero de Sudamérica.

## Arte y literatura
- 20 de diciembre: Herman Melville publica Moby Dick.
- Arthur Schopenhauer: Parerga y paralipómena.

## Ciencia,tecnología y astronomía
- 26 de marzo: León Foucault demuestra la rotación de la Tierra en el Panteón de París con la exhibición de su famoso péndulo.
- España - Se inaugura la línea de ferrocarril entre Madrid y Aranjuez, la segunda de España.
- Duvernoy describe por primera vez el berardio de Arnoux (Berardius arnuxii)
- Irán: el Gran Visir Amir Kabir funda la politécnica Dar ol Fonún, primera escuela superior basada en modelos europeos.
- 24 de octubre:El astrónomo William Lassell descubrío a dos satélites de Urano,Ariel y Umbriel.

## Música
- 11 de marzo: Giuseppe Verdi estrena Rigoletto en Venecia.

## Nacimientos

### Enero
- 17 de enero: Antonio Hernández Fajarnés, catedrático y escritor español (f. 1909),
- 19 de enero: Luis Coloma, escritor y periodista español (f. 1915),

### Febrero
- 6 de febrero: César Borja Lavayen, médico, investigador, escritor, poeta parnasiano y político ecuatoriano (f. 1910),

### Marzo
- 3 de marzo: Alexandros Papadiamantis, escritor griego (f. 1911),
- 4 de marzo: José Miró Argenter, periodista español, cronista de la Guerra del 95 (f. 1925).
- 19 de marzo: Roque Sáenz Peña, político argentino, presidente entre 1910 y 1914.
- 27 de marzo: Ruperto Chapí, compositor español.

### Abril
- 6 de abril: Guillaume Bigourdan, astrónomo francés (f. 1932).
- 28 de abril: Vital Aza, dramaturgo cómico español (f. 1912).

### Mayo
- 21 de mayo: Léon Bourgeois, político francés, premio Nobel de la Paz en 1920 (f. 1925)

### Junio
- 1 de junio: Isaac Peral, ingeniero español, inventor del submarino (f. 1895).
- 11 de junio: Mary Augusta Arnold, Mrs. Humphry Ward, escritora británica.
- 12 de junio: Oliver Joseph Lodge, físico y escritor británico (f. 1940).

### Julio
- 27 de julio: Guillermo Billinghurst, político, empresario, escritor y presidente peruano (f. 1915).
- 30 de julio: Santiago Ignacio Barberena, n abogado, docente, historiador, ingeniero, lingüista, y enciclopedista salvadoreño (f. 1916).

### Agosto
- 3 de agosto: George Francis FitzGerald, físico irlandés (f. 1901).

### Septiembre
- 16 de septiembre: Emilia Pardo Bazán, novelista, poeta, periodista, ensayista, editora, conferenciante, dramaturga y crítica española (f. 1921).

### Diciembre
- 10 de diciembre: Melvil Dewey, fundador de la bibliotecología moderna (f. 1931).
- 20 de diciembre: Isabel de Borbón y Borbón, la Chata, «infanta» española (f. 1931).
- 20 de diciembreː Dora Montefiore, sufragista, socialista, poeta, y biógrafa de origen anglo-australiano (f. 1933).

### Fechas desconocidas
- Carlos Rodrigo Ortiz, político mexicano (f. 1902).

## Fallecimientos

### Febrero
- 1 de febrero: Mary Shelley, escritora británica (n. 1797).
- 23 de febrero: Joanna Baillie, poeta y dramaturga escocesa (n. 1762).

### Abril
- 2 de abril: Rama III, rey de Siam (n. 1787).

### Julio
- 10 de julio: Louis Daguerre, pintor e inventor de la fotografía francés (n. 1787).
- 15 de julio: Ana María Javouhey, misionera y fundadora de la Congregación de San José de Cluny (n. 1779).

### Agosto
- 11 de agosto: Lorenz Oken, naturalista alemán (n. 1779).

### Septiembre
- 14 de septiembre: James Fenimore Cooper, novelista estadounidense (n. 1789).
- 22 de septiembre: Mary Martha Sherwood, escritora de libros para niños británica (n. 1775).

### Octubre
- 4 de octubre: Manuel Godoy, noble y político español (n. 1767).
- 5 de octubre: Miguel Zañartu, político chileno (n. 1786).
- 19 de octubre: María Teresa de Francia, Princesa y Delfina de Francia (n. 1778).

### Noviembre
- 26 de noviembre: Nicolas Jean de Dieu Soult, militar francés (n. 1769).

### Diciembre
- 19 de diciembre: Joseph Mallord William Turner, pintor británico (n. 1775).